# لارس أندرسن
لارس أندرسن (بالدنماركية: Lars Andersen) هو نبال ورسام دنماركي، ولد في 8 نوفمبر 1964.

## وصلات خارجية
- الموقع الرسمي